# Szkoła Podstawowa z Oddziałami Sportowymi nr 2 im. Łukasza Górnickiego w Oświęcimiu
Szkoła Podstawowa z Oddziałami Sportowymi nr 2 im. Łukasza Górnickiego w Oświęcimiu (w latach 1999–2017 Miejskie Gimnazjum nr 2) – jedna z najstarszych szkół w Oświęcimiu. Jej patronem jest Łukasz Górnicki.

## Historia[1]
W 1925 r. w Oświęcimiu istniały cztery szkoły powszechne. Rozporządzeniem Kuratorium Okręgu Szkolnego w Krakowie z dnia 30 lipca 1925 roku, wszystkim zreorganizowanym 7-klasowym szkołom nadano patronów. Jedna z nich, Szkoła męska nr 2, istniejąca jako 5-klasowa od 1911 r., otrzymała imię Łukasza Górnickiego. Jej pierwszym kierownikiem do 1948 r. (z przerwą w czasie II wojny) był Józef Skarbek. W kronice szkoły można przeczytać o udziale uczniów i nauczycieli w uroczystościach związanych z wydarzeniami z tamtego okresu, takich jak: odzyskanie niepodległości w listopadzie 1918 r., obchody 125. rocznicy przysięgi Tadeusza Kościuszki w marcu 1919 r., pomyślne zakończenie plebiscytu na Górnym Śląsku w marcu 1921 r., potwierdzenie traktatu ryskiego ustalającego granice wschodnie w marcu 1921 r. Każdego roku począwszy od 19 marca 1921 młodzież świętowała imieniny Józefa Piłsudskiego, a od 1923 r. również imieniny prezydenta Ignacego Mościckiego oraz rocznicę powstania Komisji Edukacji Narodowej. W 1927 r. szkoła czynnie uczestniczyła w obchodach 400-lecia urodzin patrona, Łukasza Górnickiego.
W okresie międzywojennym szkoła borykała się z trudnościami lokalowymi. Zajmowała część budynku przy ulicy Chrzanowskiej oraz piętro w wynajmowanej kamienicy przy ulicy Stolarskiej. Po wojnie zajmowała pomieszczenia szkoły nr 1, przy ul. Kościelnej, a część klas przeniesiono do baraków na Osiedle, gdzie nauka odbywała się w systemie dwuzmianowym. Wtedy też zdecydowano przeznaczyć na szkołę rozpoczęty przez Niemców w czasie okupacji, pozostawiony w stanie surowym budynek na Osiedlu. W roku szkolnym 1949/50 odbyły się tam pierwsze lekcje. Do 1961 r. była 7-klasową szkołą o 27 oddziałach z 29-osobowym gronem pedagogicznym. W kwietniu 1974 z okazji XXX-lecia PRL zmieniono szkole patrona na Władysława Broniewskiego. W 1980 r. szkoła, działająca już od kilku lat w "Klubie Otwartych Szkół", znalazła się w gronie szkół stowarzyszonych UNESCO. W 1999 r. w ramach reformy systemu oświatowego zdecydowano o utworzeniu zespołu szkół nr 2, w skład którego weszły ostatnie roczniki szkoły podstawowej i pierwsza klasa Miejskiego Gimnazjum nr 2. Na mocy uchwały Rady Miejskiej w Oświęcimiu Szkoła Podstawowa nr 2 im. Władysława Broniewskiego przestała istnieć z dniem 30 czerwca 2001 r. W 2003 r. kontynuator jej tradycji, Miejskie Gimnazjum nr 2, powrócił do imienia pierwszego patrona, Łukasza Górnickiego. W roku 2017 szkoła stała się ponownie ośmioklasową szkołą podstawową (z oddziałami gimnazjalnymi funkcjonującymi w okresie przejściowym).

## Absolwenci
Szkołę Podstawową nr 2 ukończyło kilka pokoleń oświęcimian, wielu z nich zasiliło kadrę dydaktyczną miejscowych szkół, również na stanowiskach dyrektorów. Wśród absolwentów, którzy mają swoje biogramy w Wikipedii są Zdzisław Połącarz, Roman Zakrzewski i Jerzy Dominik.

## Sekcje
Szkoła dysponuje dwoma pracowniami komputerowymi z dostępem do Internetu, skomputeryzowaną bibliotekę, trzema salami gimnastycznymi, radiowęzłem, świetlicą i stołówką. W szkole działają koła przedmiotowe: biologiczne, chemiczne, dziennikarskie, fizyczne, geograficzne, historyków, językowe, matematyczne, muzyczne, a także sportowe. Ponadto działa teatr szkolny "Bez kurtyny", chór i zespół wokalno-instrumentalny oraz zespół taneczny "Cheeerleaders".